# Kinga Kantorska
Kinga Kantorska (ur. 25 lutego 1987 we Włocławku) – polska wioślarka, zawodniczka WTW Włocławek.

## Osiągnięcia
- Mistrzostwa Europy – Ateny 2008 – ósemka – 5. miejsce[1].
- Mistrzostwa Świata – Poznań 2009 – ósemka – 7. miejsce[1].
- Mistrzostwa Europy – Brześć 2009 – ósemka – 5. miejsce[1].
- Mistrzostwa Europy – Montemor-o-Velho 2010 – ósemka – 7. miejsce[1].